# Shine Up
"Shine Up" is een nummer van de Brits-Nederlandse zang- en dansgroep Doris D & The Pins. Het verscheen op hun debuutalbum Doris D and the Pins uit 1981. In november 1980 werd het uitgebracht als de eerste single van de groep.

## Achtergrond
"Shine Up" is geschreven door Hans van Hemert en Piet Souer onder het pseudoniem Janschen & Janschens en is geproduceerd door Souer. Zangeres Debbie Jenner is het enige groepslid dat op het nummer te horen is. Souer richtte de groep pas op nadat de rest van het nummer al klaar was, waardoor Jenner, alias Doris D, alleen nog maar de leadzang voor zich hoefde te nemen. Het achtergrondkoor is door onder meer Trudy van den Berg (bekend van Saskia & Serge) ingezongen.
"Shine Up" is de eerste single van Doris D & The Pins en werd direct een succes. In Nederland werd het een nummer 1-hit in de Top 40, terwijl in de Nationale Hitparade de tweede plaats werd bereikt. In Vlaanderen behaalde het de hoogste positie in een voorloper van de Ultratop 50. Duitsland was het enige niet-Nederlandstalige land waar de single de hitlijsten bereikte, met een vijftiende plaats als hoogste notering.

## Hitnoteringen

### Nederlandse Top 40
| Hitnotering: 20-12-1980 t/m 28-03-1981 | Hitnotering: 20-12-1980 t/m 28-03-1981 | Hitnotering: 20-12-1980 t/m 28-03-1981 | Hitnotering: 20-12-1980 t/m 28-03-1981 | Hitnotering: 20-12-1980 t/m 28-03-1981 | Hitnotering: 20-12-1980 t/m 28-03-1981 | Hitnotering: 20-12-1980 t/m 28-03-1981 | Hitnotering: 20-12-1980 t/m 28-03-1981 | Hitnotering: 20-12-1980 t/m 28-03-1981 | Hitnotering: 20-12-1980 t/m 28-03-1981 | Hitnotering: 20-12-1980 t/m 28-03-1981 | Hitnotering: 20-12-1980 t/m 28-03-1981 | Hitnotering: 20-12-1980 t/m 28-03-1981 | Hitnotering: 20-12-1980 t/m 28-03-1981 | Hitnotering: 20-12-1980 t/m 28-03-1981 | Hitnotering: 20-12-1980 t/m 28-03-1981 |
| Week                                   | 1                                      | 2                                      | 3                                      | 4                                      | 5                                      | 6                                      | 7                                      | 8                                      | 9                                      | 10                                     | 11                                     | 12                                     | 13                                     | 14                                     |                                        |
| -------------------------------------- | -------------------------------------- | -------------------------------------- | -------------------------------------- | -------------------------------------- | -------------------------------------- | -------------------------------------- | -------------------------------------- | -------------------------------------- | -------------------------------------- | -------------------------------------- | -------------------------------------- | -------------------------------------- | -------------------------------------- | -------------------------------------- | -------------------------------------- |
| Nummer                                 | 37                                     | 36                                     | 25                                     | 19                                     | 11                                     | 5                                      | 1                                      | 1                                      | 2                                      | 2                                      | 6                                      | 8                                      | 18                                     | 29                                     | uit                                    |

### Nationale Hitparade
| Hitnotering: 06-12-1980 t/m 11-04-1981 | Hitnotering: 06-12-1980 t/m 11-04-1981 | Hitnotering: 06-12-1980 t/m 11-04-1981 | Hitnotering: 06-12-1980 t/m 11-04-1981 | Hitnotering: 06-12-1980 t/m 11-04-1981 | Hitnotering: 06-12-1980 t/m 11-04-1981 | Hitnotering: 06-12-1980 t/m 11-04-1981 | Hitnotering: 06-12-1980 t/m 11-04-1981 | Hitnotering: 06-12-1980 t/m 11-04-1981 | Hitnotering: 06-12-1980 t/m 11-04-1981 | Hitnotering: 06-12-1980 t/m 11-04-1981 | Hitnotering: 06-12-1980 t/m 11-04-1981 | Hitnotering: 06-12-1980 t/m 11-04-1981 | Hitnotering: 06-12-1980 t/m 11-04-1981 | Hitnotering: 06-12-1980 t/m 11-04-1981 | Hitnotering: 06-12-1980 t/m 11-04-1981 | Hitnotering: 06-12-1980 t/m 11-04-1981 | Hitnotering: 06-12-1980 t/m 11-04-1981 | Hitnotering: 06-12-1980 t/m 11-04-1981 | Hitnotering: 06-12-1980 t/m 11-04-1981 |
| Week                                   | 1                                      | 2                                      | 3                                      | 4                                      | 5                                      | 6                                      | 7                                      | 8                                      | 9                                      | 10                                     | 11                                     | 12                                     | 13                                     | 14                                     | 15                                     | 16                                     | 17                                     | 18                                     |                                        |
| -------------------------------------- | -------------------------------------- | -------------------------------------- | -------------------------------------- | -------------------------------------- | -------------------------------------- | -------------------------------------- | -------------------------------------- | -------------------------------------- | -------------------------------------- | -------------------------------------- | -------------------------------------- | -------------------------------------- | -------------------------------------- | -------------------------------------- | -------------------------------------- | -------------------------------------- | -------------------------------------- | -------------------------------------- | -------------------------------------- |
| Nummer                                 | 41                                     | 45                                     | 44                                     | 46                                     | 47                                     | 34                                     | 17                                     | 14                                     | 16                                     | 4                                      | 2                                      | 2                                      | 2                                      | 5                                      | 10                                     | 13                                     | 42                                     | 42                                     | uit                                    |